# Stefan Olsdal
Stefan Alexander Bo Olsdal (Gotemburgo, 31 de março de 1974) é um guitarrista, baixista e tecladista sueco. Ele faz parte da banda de rock alternativo Placebo e do grupo musical Hotel Persona.
Foi para o Luxemburgo quando era ainda novo, tendo frequentado a Escola Internacional Americana do Luxemburgo. É aí que conhece Brian Molko, elemento da banda Placebo. Stefan começou a praticar música no grupo musical da escola, em 1987. Completou o secundário na Suécia e, com os pais, mudou-se para Londres, onde estudou no Instituto de Músicos.